# Solothurn ST-5
El Solothurn ST-5 era un canó antiaeri de 20 mm dissenyat per Solothurn a Suïssa que en última instància va ser la base de disseny de les exitoses sèries de canons FlaK 30 utilitzats per Alemanya a la Segona Guerra Mundial.
Solothurn era propietat de la firma alemanya Rheinmetall, que en aquell moment tenia prohibit desenvolupar determinades armes. Rheinmetall i altres fabricants alemanys van buscar col·laboracions amb empreses estrangeres, sovint propietats seves directament, per intentar eludir els termes del tractat de Versalles.
El ST-5 disparava la munició 20×138 mm que era el projectil de 20 mm més potent disponible.